# Richard Renvoisy
Richard Renvoisy est un compositeur et luthiste lorrain né vers 1520 et mort à Dijon le 6 mars 1586.

## Biographie
Renvoisy a fait toute sa carrière comme musicien d’église. Il est d’abord musicien de la cathédrale Saint-Jean de Besançon à partir de février 1545. Il passe ensuite à la Sainte-Chapelle de Dijon, où il est nommé en 1554 maître des enfants de chœur, poste qu’il garde trente-deux ans jusqu’à sa mort. Il y a été chanoine à partir de 1559 et chapelain à partir de 1573.
Il est arrêté le 13 février 1586 pour avoir eu des pratiques sodomites avec des enfants de chœur et est brûlé vif à Dijon trois semaines plus tard.

## Œuvres

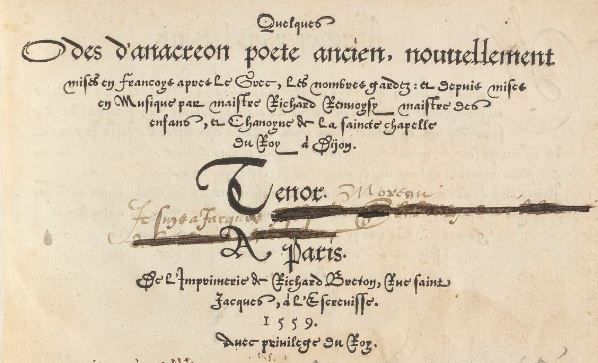
Renvoisy, Odes, 1559

- Quelques odes d’Anacréon poète ancien, nouvellement mise en françoys après le grec... et depuis mises en musique. Paris, Richard Breton, 1559. 4 vol. 8° obl. RISM R 1191.

Contient 13 odes attribuées à Anacréon et un canon. Leur traduction est anonyme ; elle a été attribuée au XVIIIe siècle à Jean Bégat, président du Parlement de Dijon jusqu’en 1572 ; toutefois elle pourrait être de Renvoisy lui-même. Les rythmes variés utilisés par Renvoisy soulignent bien les finesses poétiques, sans toutefois vouloir suivre les mètres de l’original grec. La musique est essentiellement homophonique, avec seulement de rares imitations.
Œuvre rééditée en 1573 chez Adrian Le Roy et Robert Ballard. 4 vol. 8° obl. RISM R 1192, Lesure 1955 n° 172. La préface est omise et les pièces sont réarrangées par mode.